# Сура Нух
Сура Нух (араб. سورة نوح‎) — сімдесят перша сура Корану. Мекканська, містить 28 аятів. Названа за іменем пророка Нуха.